# Уайт-Айленд
Уайт-Айленд (англ. White Island; Факаари, маори Whakaari) — единственный активный вулканический остров Новой Зеландии. Расположен в 270 км от города Окленд и в 48 км от побережья залива Пленти, северного побережья острова Северный. Административно входит в состав региона Бей-оф-Пленти. Кратковременное извержение произошло 9 декабря 2019 года около 01:11 UTC (14:11 по местному времени). Предыдущее извержение было зафиксировано в конце 2012 — начале 2013 года. Остров Уайт является одним из самых посещаемых активных вулканов в мире и открыт для туристических поездок. Ежегодно остров посещают более 10 тысяч человек.

## География

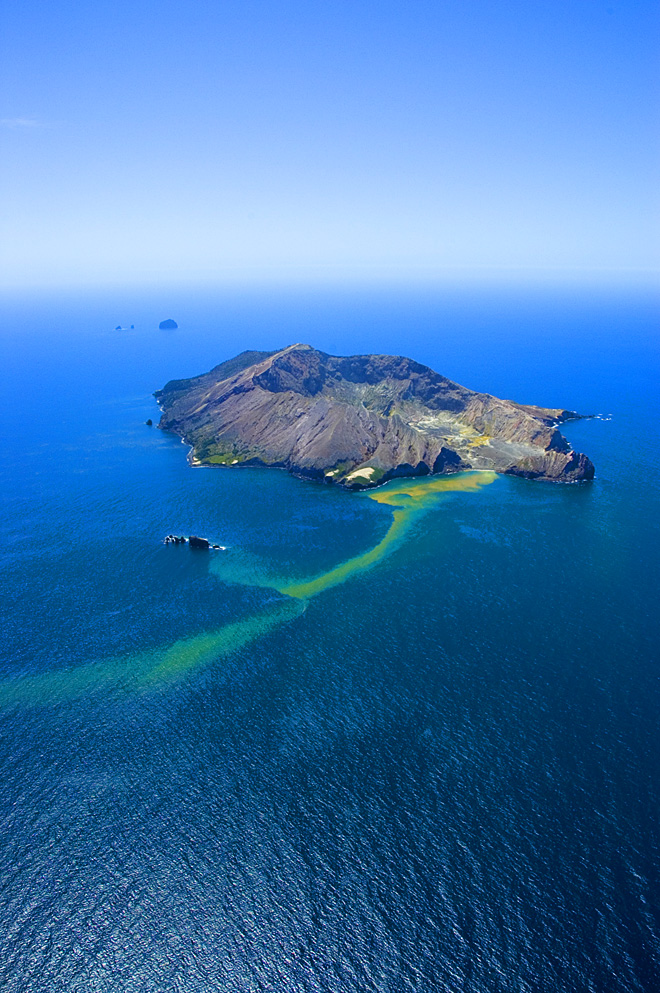
Вид на остров с воздуха.

Остров Уайт-Айленд представляет собой вершину действующего стратовулкана, расположенного в 48 км от восточного побережья новозеландского острова Северный, в заливе Пленти. Ближайшие населённые пункты — Факатане и Тауранга. Остров имеет округлую форму; диаметр составляет около 2 км. Высшая точка достигает 321 м.
Уайт-Айленд состоит из двух параллельных андезито-дацитовых стратовулканов. Основной кратер сформировался в доисторические времена, вероятно, в результате разрушения трёх округлых субкратеров. Восточный субкратер образовался первым и в настоящее время в нём имеются только второстепенные термальные источники. В центральном субкратере расположены фумаролы, а основные результаты современной вулканической активности на острове можно проследить на западном субкратере.
Поверхность острова подобна лунному или марсианскому пейзажу. В разных его точках к небу поднимаются шипящие струи сернистого пара. Верхняя часть вулкана покрыта коркой выброшенной серы. Возраст геологической вулканической формации составляет около 2 миллионов лет. За исключением гнездящейся здесь небольшой колонии олушей, остров совершенно необитаем.
Остров Уайт является одним из самых посещаемых активных вулканов в мире и является объектом постоянного изучения со стороны учёных, в первую очередь вулканологов. Остров открыт также для туристических поездок.

## История

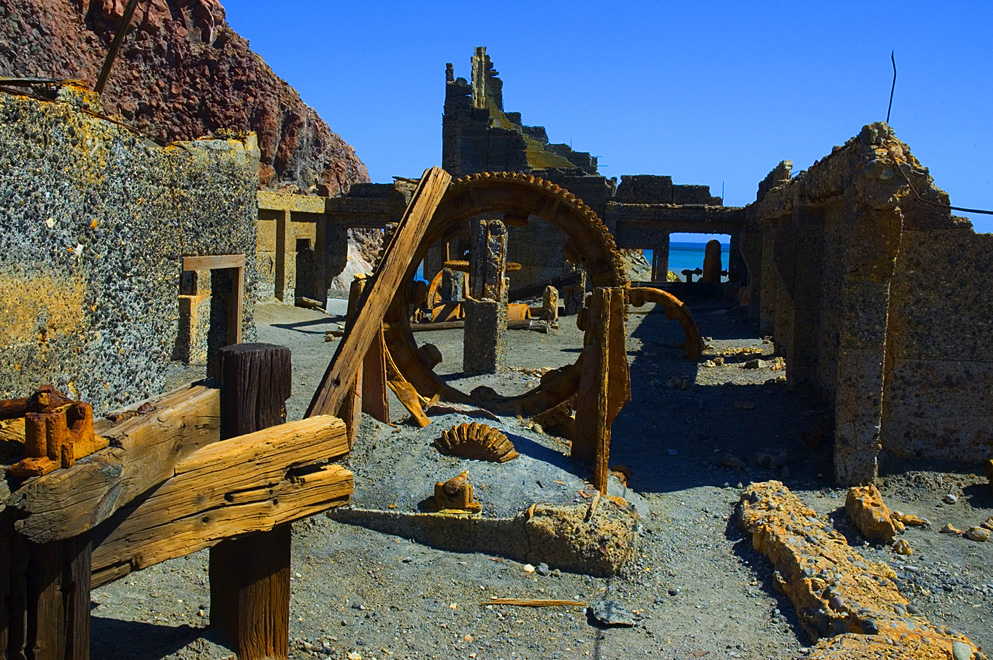
Шахта по добыче серы на острове.

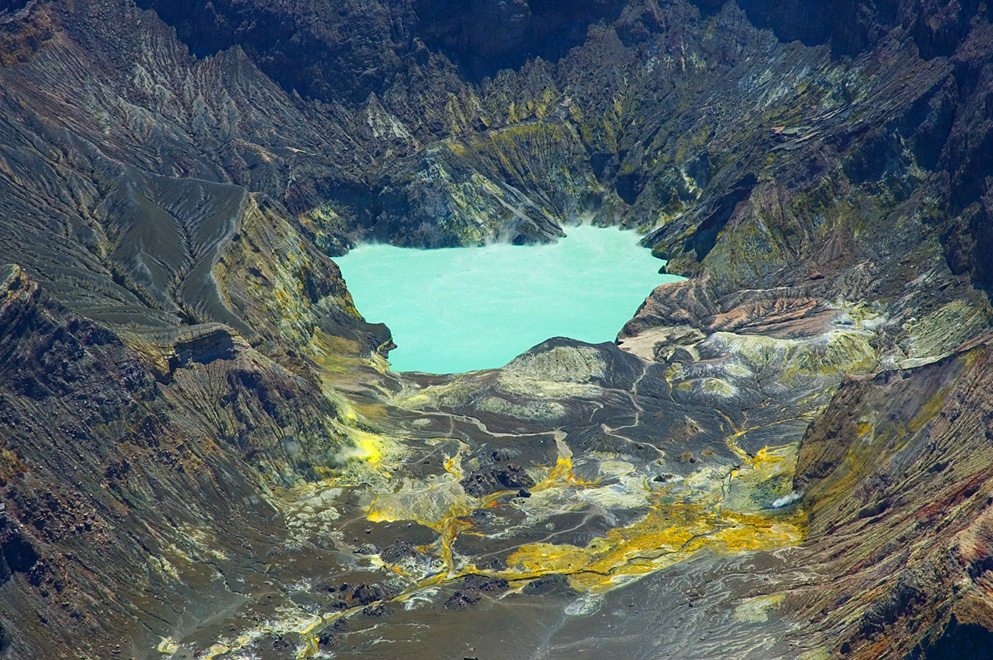
Кратерное озеро на острове в 2005 году.

Задолго до открытия острова европейцами Уайт-Айленд был известен коренному населению Новой Зеландии, народу маори, представители которого добывали здесь серу, которую использовали в качестве удобрения, а также занимались отловом местных птиц. Полное коренное название Уайт-Айленда — Те Пуиа о Факаари (маори Te Puia o Whakaari), что переводится с языка маори как «поразительный вулкан».
Современное же название острова было дано британским путешественником Джеймсом Куком, открывшим остров 31 октября 1769 года. Назван он был так из-за облака белого пара, который в день открытия возвышался над ним. Тем не менее первым европейцем, высадившимся на Уайт-Айленде, стал миссионер, в прошлом морской офицер, Генри Уильямс (это произошло в 1826 году), а первая карта острова была составлена правительственным землемером Эдвином Дейви только в 1866 году.
Предположительно, в конце 1830-х годов маори продали права владения на остров датскому капитану Филипу Тапселлу, тем не менее эта сделка не признавалась новозеландским правительством вплоть до 1867 года, когда землевладельцами были признаны сын и дочь Тапселла, которые, однако, в скором времени продали Уайт-Айленд.
В 1885 году выходцами из Окленда, Джеймсом Джонсоном и Джастисом Уилсоном, была начата промышленная разработка серы на острове. Но уже через год добыча была заброшена из-за крупного извержения вулкана Таравера на Северном острове. Так как Уайт-Айленд был ближайшим активным вулканом и существовала угроза извержения на нём, все работники покинули остров. Повторно разработки серы велись в 1898—1901 годах и в 1913—1914 годах. В сентябре 1914 года на Уайт-Айленде произошла крупная природная катастрофа, в результате которой произошло обрушение западного края кратера и образование лахара, под которым были уничтожены все существовавшие на тот момент постройки вместе с местным населением. Вновь разработки серы были возобновлены только в 1923 году и велись вплоть до 1933 года.
В 1936 году остров был приобретён Джорджем Реймондом Баттлом. А в 1953 году он, отказавшись от предложений по покупке со стороны новозеландского правительства, объявил Уайт-Айленд частным ландшафтным заповедником, хотя доступ к вулкану, несмотря на существовавшие ограничения, оставался открытым. Только в 1995 году была введена система обязательного получения разрешения для посещений Уайт-Айленда.
В конце 2012 года кратерное озеро окончательно пересохло в результате нового извержения, которое привело к образованию нового конуса. Кратковременное извержение произошло 9 декабря 2019 года около 01:11 UTC (14:11 по местному времени). На острове и рядом с ним во время начала извержения находилось 47 человек. 30 человек госпитализированы, 25 из них в критическом состоянии. Погибли и пропали без вести 22 человека. Тщательный обзор с вертолёта живых людей больше не обнаружил.
Последнее извержение произошло 13 ноября 2020.